# الليلة واللي فيها (مسلسل)
الليلة واللي فيها هو مسلسل تشويق وإثارة مصري من إخراج هاني خليفة وبطولة زينة، سماح أنور، محمد شاهين، رشدي الشامي، يوسف الطاي (أبيوسف) و يوسف الخديوي ووليد حماد، صدر أول حلقة من المسلسل على منصة شاهد في 25 أغسطس 2022.

## نبذة
عندما يموت الرجل الذي تربطها به علاقة غرامية في منزلها، تجبر الزوجة رشا على إخفاء جثته عن زوجها واللجوء إلى أساليب تضعها عرضة للابتزاز والخوف.

## طاقم العمل
- زينة بدور رشا
- سماح أنور بدور والدة أيمن
- محمد شاهين بدور أيمن
- أبيوسف بدور حاتم
- وليد حماد بدور الطبيب النفسي
- علاء مرسي بدور طه
- يوسف ممدوح السعيد بدور الخديوي